# Bois-de-Villers
Pour les articles homonymes, voir Villers.
Bois-de-Villers (prononcé [bwa də vilɛʁs] ; en wallon Li Bwès-d'-Viyé) est une section de la commune belge de Profondeville située en Wallonie dans la province de Namur.
C'était une commune à part entière avant la fusion des communes de 1977. Section actuelle de la commune de Profondeville, Bois-de-Villers est le centre économique dynamique de la commune et concentre la plupart des commerces et sociétés.
Ce village de l'Entre-Sambre-et-Meuse se trouve sur les hauteurs de la Meuse (rive gauche). La Nationale N951 qui traverse le village suit la ligne de crête qui sépare la vallée de la Meuse de la vallée de la Sambre. On y trouve d'ailleurs le col de la Charlerie (carrefour des 4 bras)  

## Géographie

### Situation
Bois-de-Villers se trouve dans la région de l'Ardenne condrusienne, et plus particulièrement dans la sous-région appelée la Marlagne. Le village est établi au sommet du plateau (altitude de 250 mètres) entouré des bois de Profondeville, de la Grande Hulle et de la Haute-Marlagne. La géomorphologie de plateau est particulièrement bien visible depuis la Sibérie, lieu-dit situé entre le village de Bois-de-Villers et la Meuse.

### Géologie
Le sol du plateau est essentiellement composé de quartzites et de phyllades. Entre le plateau et les vallées (Meuse, Burnot), on trouve une géomorphologie de type Karst avec des creux résultant de l'affaissement de cavités dans les sous-sols calcaires. Ceux-ci sont particulièrement visibles sur la route reliant Bois-de-Villers à Rivière.
Le bois de la Grande-Hulle, situé sur le versant de la Meuse, entre la plateau de Bois-de-Villers et Profondeville regorge de phénomènes géologiques (formations calcaires, schisteuses, de grès, dolines, résurgences, anticlinal, méandre abandonné de la Meuse, etc.). Un sentier géologique et pédologique y a d'ailleurs été balisé.

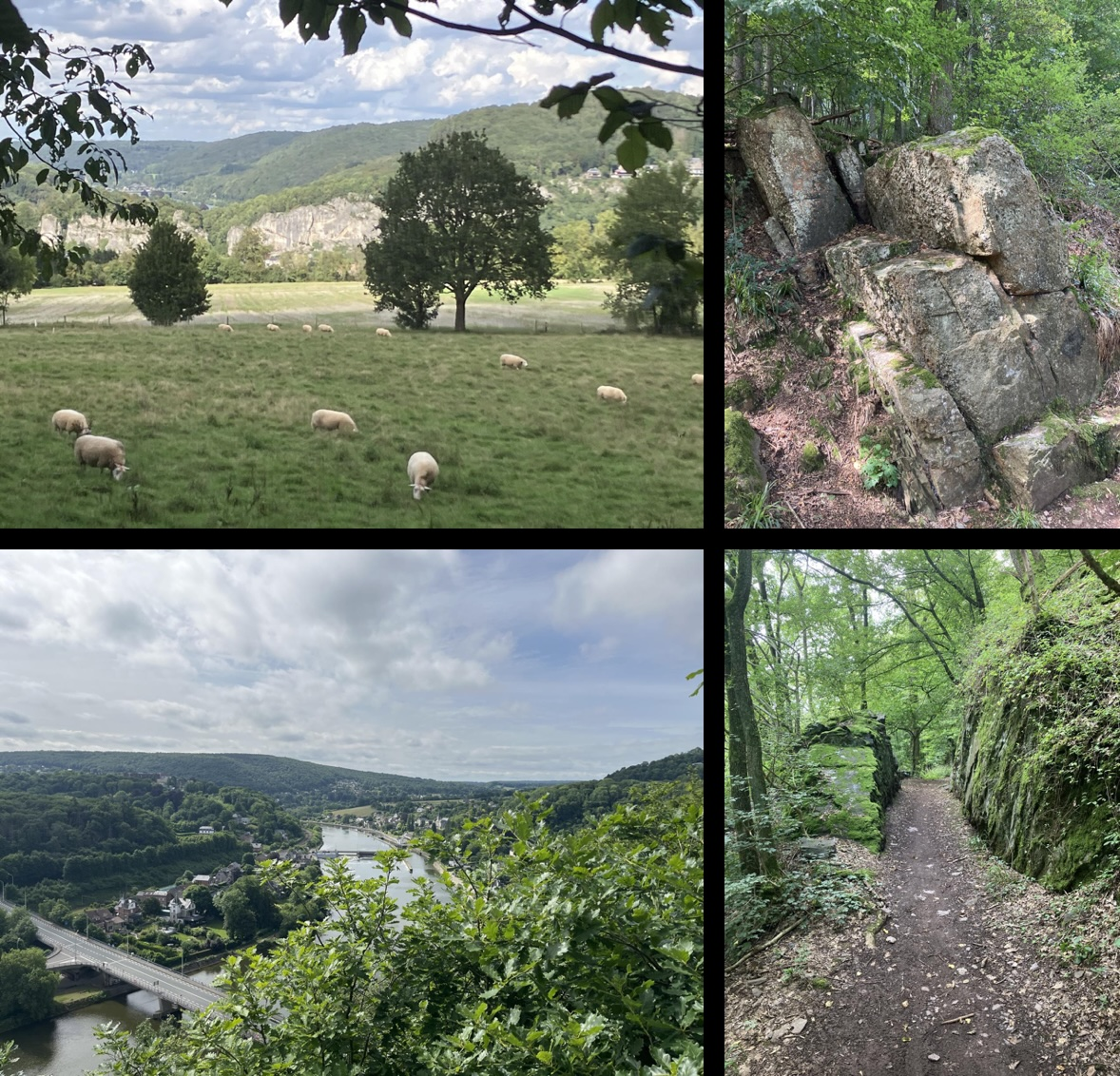
Quelques phénomènes géologiques visibles depuis le sentier du bois de la Grande-Hulle

### Localisation
| Malonne (Namur)       | Wépion (Namur)        | Dave (Namur)            |
| Floreffe              | Bois-de-Villers       | Profondeville           |
| Lesve (Profondeville) | Arbre (Profondeville) | Rivière (Profondeville) |

## Démographie
La démographie s'arrête en 1976, le village ayant rejoint la commune de Profondeville lors des fusions des communes belges.
- Sources:INS, Rem:1831 jusqu'en 1970=recensements, 1976= nombre d'habitants au 31 décembre

## Histoire
En 1231, les moines cisterciens de l'abbaye de Villers-en-Brabant reçoivent de Marguerite de Namur (alors à la tète du marquisat de Namur) un domaine boisé dans la partie méridionale de la grande forêt de la Marlagne. Tout naturellement le site fut appelé « Bois des moines de Villers ». Des frères convers de l'abbaye y furent envoyés pour exploiter ce nouveau domaine Ils s'établirent à l'endroit appelé aujourd'hui 'Charlerie'. Mais les lieux ne se prêtaient pas à la fondation d'un prieuré et en 1495 les religieux divisèrent la propriété en 66 parties qu'ils vendirent avec condition que des habitations y fussent construites. Lorsqu'un village s'y développa, il adopta progressivement le nom de « Bois-de-Villers ».
En 1660 le village comptait déjà 700 habitants. Une chapelle est érigée en l'honneur de saint Roch en 1679 en accomplissement d'une promesse faite par les villageois durant l'épidémie de peste qui ravagea la population en 1669. Une première messe y fut célébrée le jour de la Saint-Nicolas (6 décembre) 1681. La tour de la chapelle achevée en 1705 subsista jusqu'à l'incendie de 1965. Concomitamment une pétition est envoyée à l'évêque de Namur pour que le village soit érigé en paroisse. Ce qui est accordé en 1683 par Mgr Van den Perre, ce qui donne au village un statut égal à ses voisins.
Lors de la grande réforme administrative de 1977 et fusion des communes en Belgique, Bois-de-Villers rejoint Arbre, Lesve, Lustin, Profondeville, et Rivière pour former la nouvelle commune de Profondeville.

## Patrimoine et culture

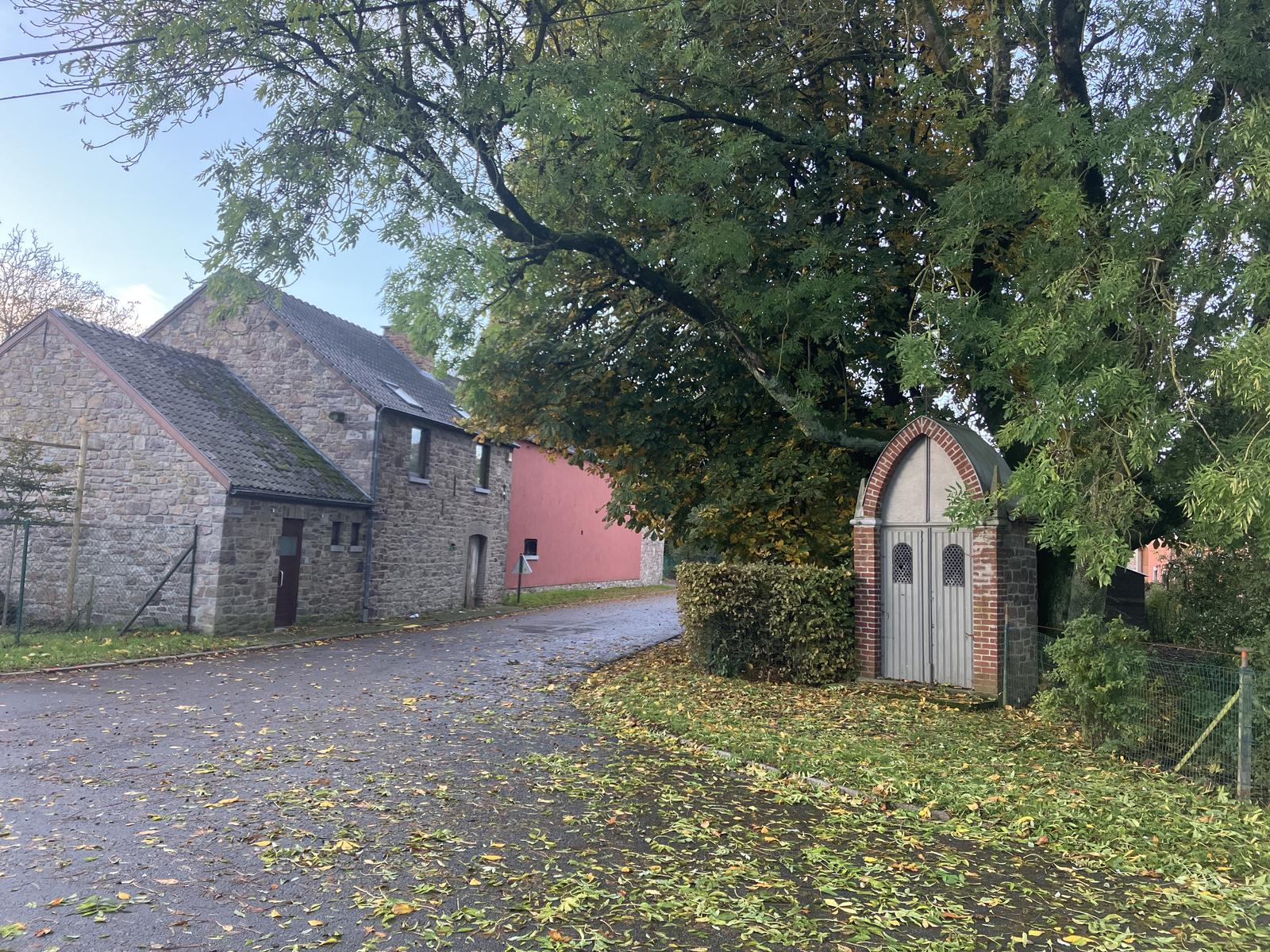
Chapelle et maison en pierre à Bois-de-Villers

### Patrimoine architectural

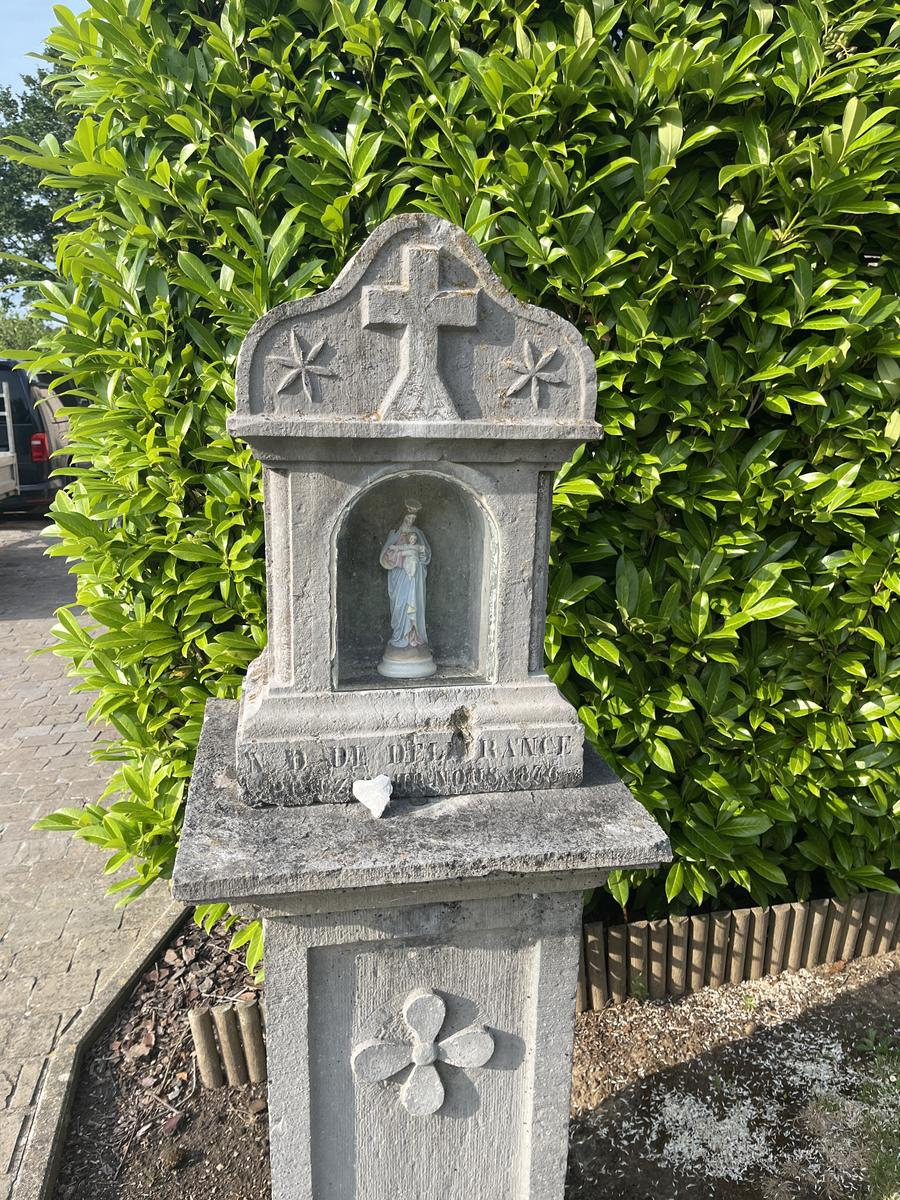
Exemple de potale

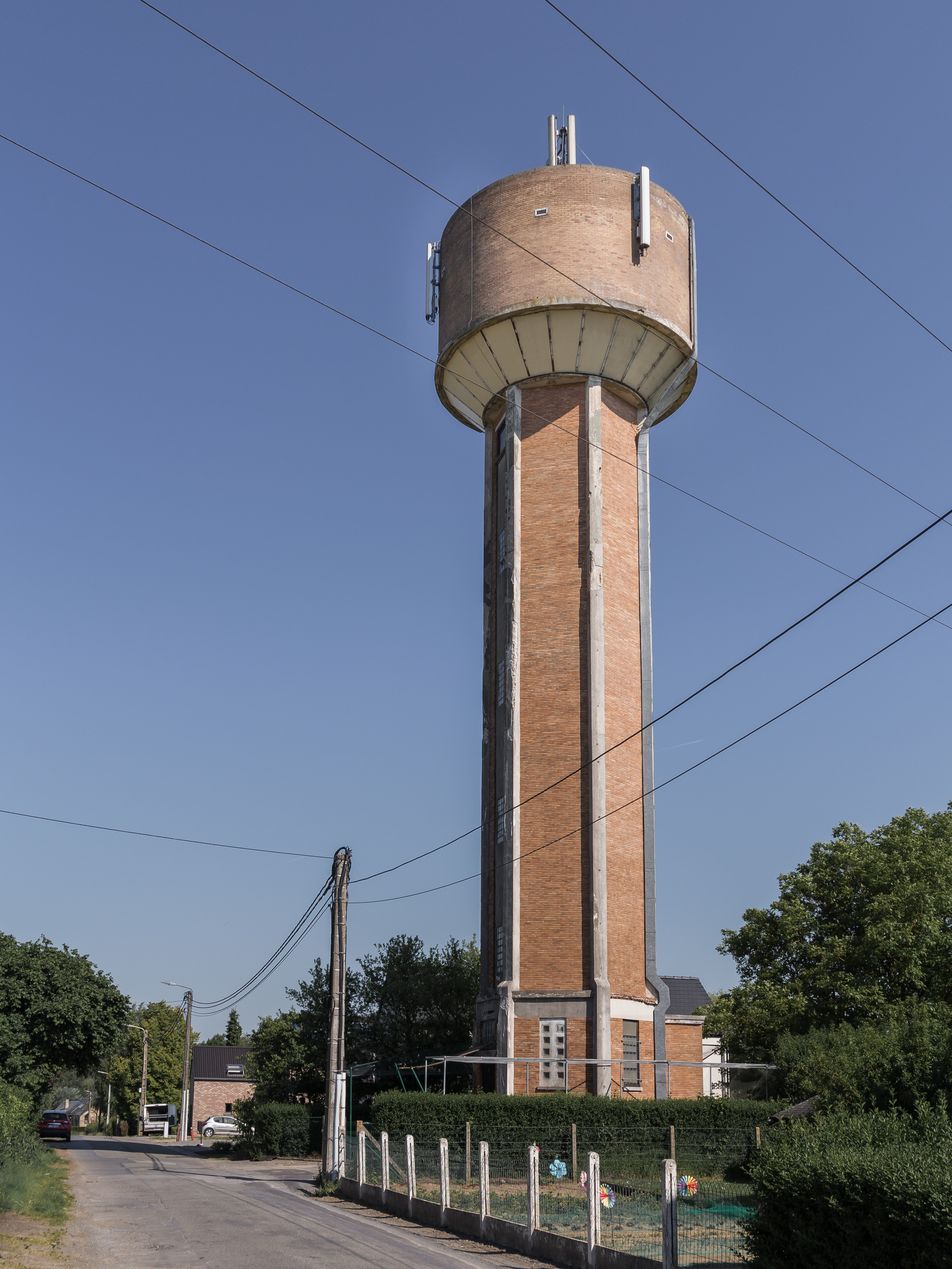
Chateau d'eau, près des Six-Bras, à Bois-de-Villers.

- L'ancien prieuré Saint-Héribert, devenu le fort de Saint-Héribert.
- L'église Saint-Roch. Édifice résolument moderne, œuvre de Roger Bastin, la nouvelle église fut consacrée le 3 décembre 1972 par l'évêque de Namur, André-Marie Charue. Elle remplace l'ancienne église qui fut frappée par la foudre durant la nuit du 14 juillet 1965 et complètement détruite par le feu.
- L'Écolatrie du XVIIe siècle.
- Le Manoir du Fraichau (1910), villa de style Mosan surplombant la vallée de la Meuse.
- De nombreuses potales et chapelles.
- Vieilles maisons et fermes construites avec les matériaux typiques du Condroz; à savoir: le grès et le calcaire.

### Patrimoine naturel
- La Sibérie (lieu-dit) : point de vue panoramique sur la vallée de la Meuse.
- Le Trou des Nutons : grotte spéléologique.
- Le plateau de la Sibérie: plateau typique du Condroz ardennais d'une altitude de 260 mètres et avec son paysage ouvert et des températures souvent plus froides qu'ailleurs[3]. Le surnom de Sibérie aurait été donné par un soldat de l'armée Napoléonienne de retour en France après la défaite de Waterloo. Il y aurait bivouaqué et aurait trouvé ce lieu très froid.
- Géomorphologie kartsique : paysage avec des creux, formés à la suite de l'affaissement d'un sous-sol calcaire.

### Culture
- Festival culturel annuel: Découvrez-vous [4]
- Théâtre amateur: Cercle Royal Dramatique: Les Amis de la Paix[5]

## Infrastructure
Au centre du village, deux écoles voisines accueillent les enfants de 3 à 12 ans : l'école communale et l'école libre du Sacré-Cœur. On y trouve également le siège du CPAS de la commune de Profondeville. Le week-end, les jeunes de 6 à 18 ans peuvent se retrouver dans leurs locaux derrière la salle paroissiale, au local de l'Unité Scoute&Guide (XIIIe siècle). Enfin, le village dispose de 2 salles de fête (l'une paroissiale et l'autre communale).
En dehors du centre, on retrouve un club de tennis avec un court intérieur ainsi qu'un terrain de football.
La conduite d'eau potable depuis Tailfer (Profondeville, eau puisée en dessous de la Meuse) vers Bruxelles passe par Bois-de-Villers. On y trouve d'ailleurs un réservoir géré par Vivaqua d'une capacité de 50 000 m3.
Enfin, le village dispose de 4 bornes électriques publiques, 2 dans le parking du Okay, et 2 autres dans le parking de l'Intermarché.

### Communications
Le village est à l'intersection de plusieurs nationales (N951, N954 et N928). Il est desservi par le bus 6  (Namur-Mettet), le bus 30 (Namur-Bois-de-Villers) et le bus 64 express (Namur-Biesme).

## Économie

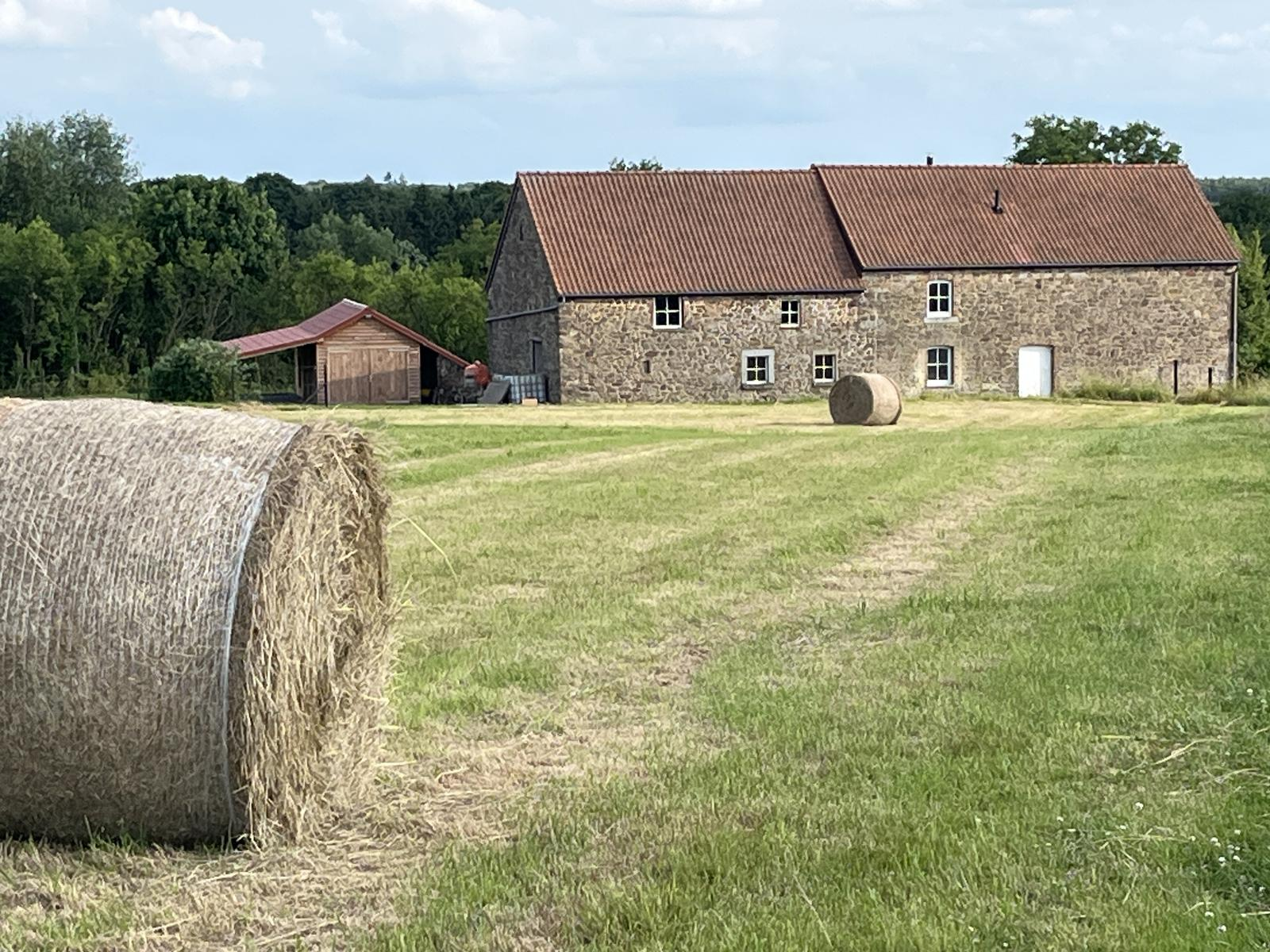
Ferme en pierre du pays dans la campagne de Bois-de-Villers

Actuellement, le village est en pleine expansion, attiré par la zone économique de la ville de Namur. Il possède de nombreux commerces et petites entreprises. Le village ne possède pas moins de 3 supermarchés, 3 boulangeries, 3 boucheries et plusieurs restaurants. Il est également le siège d'entreprises de portée nationale et internationale telles que Stûv et Nonet. Eggo est né à Bois-de-Villers. La biscuiterie namuroise également.
L'agriculture est également présente avec de l'élevage en prairie, de la culture céréalière et de la culture de la fraise de Wépion. Autrefois, Bois-de-Villers était également connu pour ses vergers (essentiellement pruniers et pommiers). On peut encore trouver des arbres fruitiers dans des prés autour du village. Depuis 2020, quelques agriculteurs ont commencé à replanter des arbres fruitiers (pommiers et poiriers).

### Tourisme

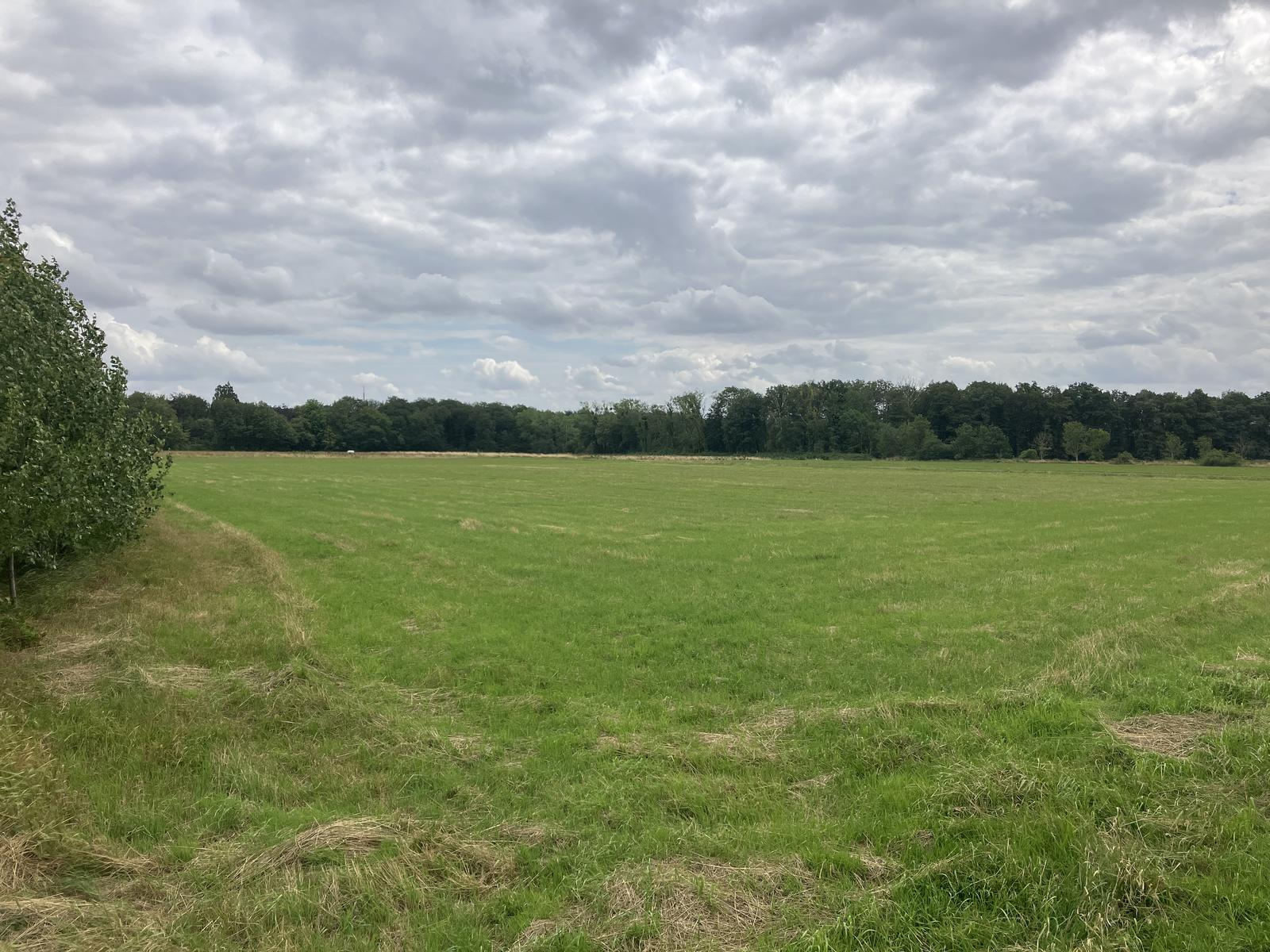
Plateau de la Sibérie, entre Bois-de-Villers et la vallée de la Meuse

Entouré des bois de la Haute-Marlagne, de la Grande-Hulle et de Profondeville, le village est très vallonné, comprenant des prairies, des bois et bosquets et de nombreux vergers, souvent en pente vers la vallée de la Meuse. Il est ainsi un lieu de promenades, de villégiature (possibilités de gîtes à la ferme et chambres d'hôtes) et de parcours vélo sportifs (sur route avec quelques belles montées (murs) ou en VTT avec également de belles dénivelés entre le plateau et la Meuse).
Une promenade géologique et géomorphologie: Sentiers géologiques & pédologiques de Profondeville vous permettra d'observer des phénomènes karstiques et les méandres et rochers de la Meuse depuis le plateau.

## Sports et vie associative

### Sports
- On compte pas moins de quatre écuries, un club de tennis, un club de marche, un club de danse, un club de football.
- Bois-de-Villers est également le lieu de départ chaque année d'une spéciale du Rallye de Wallonie.
- Bois-de-Villers est parcouru par l'Ultra trail de la Sibérie[8].
- La Sibérante est une côte Cyclo depuis la Meuse jusqu'au plateau de la Sibérie. Elle comprend un "mur" et se termine au point de vue de la Sibérie (point de vue sur la vallée de la Meuse).
- Vélo: nombreux tracés sportifs sur route et en VTT (belles dénivelées entre la vallée de la Meuse et le plateau de Bois-de-Villers)
- Marche et trail: nombreuses promenades depuis Bois-de-Villers (promenades faciles lorsque l'on reste sur le plateau, promenades plus sportives lorsqu'on s'aventure vers la Meuse - dénivelés importantes).

### Vie associative
- 13e unité Scoute de Bois-de-Villers
- Amicale du Whist de Bois-de-Villers
- Apple BDV (organisation d'événements)
- Tennis Club de Bois-de-Villers
- Jeunesse sportive de Bois-de-Villers (football)